# Chemistry (EP)
Chemistry é o segundo mini-álbum da dupla sul-coreana Trouble Maker, que consiste em Hyunseung (Jay Stomp) do B2ST e HyunA do 4minute. Foi lançado digitalmente em 28 de outubro de 2013 com o single "There Is No Tomorrow".

## Promoção e lançamento
Em 4 de outubro de 2013 a Cube Entertainment revelou que Trouble Maker faria seu retorno. Um representante disse: "Nós estabelecemos o retorno do Trouble Maker a ser feita em 24 de outubro no 'M! Countdown' da Mnet. Como faz um tempo desde que eles estão ativos em uma unidade, ambos os artistas estão totalmente engajados projetos.
Em 23 de outubro, um vídeo teaser foi lançado e a foto que foi apresentada mostrou um conceito sexy, a data de lançamento foi esclarecida para ser 28 de outubro, e o primeiro single seria chamado "There Is No Tomorrow". Em 26 de outubro, o site oficial foi lançado e mostrou 12 fotos diferentes do teaser. O álbum foi lançado para download digital em 28 de outubro, e no álbum físico em 31 de outubro de 2013.
A Cube anunciou uma edição limitada (3.000 cópias) do mini-álbum que é avaliado 19+: "No final de muita deliberação, decidimos lançar uma versão do álbum 19+. Ela vai mostrar um nível de sedução e sexualidade superior a de Trouble Maker, como todo mundo sabe disso agora. "Inclui" imagens intensas "e estima-se sair em meados de novembro. A edição especial foi lançada em 12 de novembro de 2013.

## Lista de faixas
| N.º | Título                                                                      | Letras                     | Música                  | Duração |  |
| 1.  | "볼륨을 높이고"                                                             | Goodnite, Sleepwell        | Goodnite, Sleepwell     | 3:07    |  |
| 2.  | "내일은 없어 (Now)" (There Is No Tomorrow)                                  | Shinsadong Tiger, Rado, LE | Shinsadong Tiger, Rado  | 3:40    |  |
| 3.  | "놀고 싶은 Girl (A Girl Who Wants To Play)" (solo de Hyunseung feat. Hyuna) | Hyuna, Jeon Seung Woo      | Jeon Seung Woo          | 3:47    |  |
| 4.  | "이리 와" (Attention)                                                       | Peter, Young Sky, Jinoo    | Peter, Young Sky, Jinoo | 3:27    |  |
| 5.  | "I Like" (solo de Hyuna feat. Flowsik)                                      | Jae Chong, Gyeol, Flowsik  | Jae Chong               | 3:32    |  |

## Desempenho nas paradas
| Gráfico              | Melhores posições |
| -------------------- | ----------------- |
| Gaon gráfico semanal | 2                 |
| Gaon gráfico mensal  | 4                 |

| Gráfico             | Vendas |
| ------------------- | ------ |
| Gaon vendas físicas | 30,934 |

| "There Is No Tomorrow"     | 1  | 1  |
| "Turn Up the Volume"       | 13 | 29 |
| "A Girl Who Wants to Play" | 38 | —  |
| "Attention"                | 30 | —  |
| "I Like It"                | 39 | —  |

## Histórico de lançamento
| País          | Data                   | Formato               | Gravadora          |
| ------------- | ---------------------- | --------------------- | ------------------ |
| Coreia do Sul | 28 de outubro de 2013  | Download digital      | Cube Entertainment |
| Coreia do Sul | 31 de outubro de 2013  | CD                    | Cube Entertainment |
| Coreia do Sul | 12 de novembro de 2013 | Edição limitada do CD | Cube Entertainment |